# Satomi Kōrogi
Satomi Kōrogi (jap. 興梠 里美 Kōrogi Satomi; ur. 14 listopada 1962 w Machidzie (stołeczna prefektura Tokio)) – japońska seiyū, piosenkarka, narratorka i aktorka dubbingowa, związana z firmą Production Baobab.

## Wybrane role głosowe
- Chi’s Sweet Home – Chi
- Clannad – Ushio Okazaki
- Doraemon – Tsutomu-kun
- Dragon Ball Super – Omni-King
- Excel Saga –
  - Menchi,
  - Sandora,
  - Puchū,
  - Ropponmatsu 2
- Fairy Tail – Frosch
- Fresh Pretty Cure! – Chiffon
- Fullmetal Alchemist – Nina Tucker
- Go! Princess Pretty Cure – Tina
- Jigoku shōjo – Inko
- Kidō Senshi Victory Gundam –
  - Suzy Relane,
  - Karlmann Doukatous,
  - Connie Francis
- Love Hina – Mecha-Tama-chan
- Onegai Teacher – Maho Kazami
- Planetes – Nono
- Pokémon –
  - Manabu (Timmy),
  - Sumomo,
  - Masami (Marissa),
  - Tsukasa (Marie),
  - Miki (Mickey),
  - Rei (Rita),
  - Togepi,
  - Togechick (Togetic),
  - Leon (Sparky),
  - Blacky (Umbreon),
  - Chikorita,
  - Bayleaf (Bayleef),
  - Meganium
- Rewolucjonistka Utena –
  - Chuchu,
  - Shadow Girl B
- Rurōni Kenshin – Sakura
- Shin-chan –
  - Himawari Nohara,
  - Megumi Yamura
- ThunderCats –
  - Hapihapitchi,
  - Doremitchi
- Turn A Gundam – Lulu
- Wojowniczki z Krainy Marzeń – Sanyun
- Wróżka z krainy kwiatów – Yūri